# فانوس خیس
فانوس خیس نمایشنامه‌ای از محمد چرمشیر است. مضمون این نمایش حول محور اتفاقات جنگ ایران و عراق و تبعات بعد از آن و در قالب داستان نزدیکان یک شهید است، که در تکاپوی ذهنی، هر یک از آن‌ها به گونه‌ای جنگ را از دید خود تفسیر کرده و به بیننده ارائه می‌دهند. آقاجان و عروسش لیلا در انتظار آمدن حمید هستند، و در این بین صحبت‌هایی از گذشته و حال به‌میان می‌آید.
این نمایشنامه اولین بار با کارگردانی آناهیتا اقبال‌نژاد در آبان ۱۳۷۹، در جشنواره بین‌المللی تئاتر فجر و در تئاتر شهر (سالن کوچک) به صحنه رفت.